# Корінне населення рівнин
Корінне населення рівнин (кит.: 平埔族群; піньїнь: píngpuzúqún; Pe̍h-ōe-jī: Pêⁿ-po͘-cho̍k)), раніше називалися рівнинними тубільцями — корінні етноси Тайваню, які спочатку проживали в низинних регіонах, на відміну від корінних народів гірських районів. Корінні жителі рівнин не належать до єдиної етнічної групи і складаються з восьми-дванадцяти окремих спільнот або племен. Вони є частиною австронезійської родини. Починаючи з XVII століття, корінне населення рівнин зазнало значного впливу зовнішніх сил імміграції голландців, іспанців і ханьців на Тайвань. З тих пір ця етнічна група була широко асимільована китайською мовою та культурою хань; вони втратили свою культурну самобутність, і без ретельного дослідження майже неможливо відрізнити рівнинні корінні народи від тайванських ханьців.

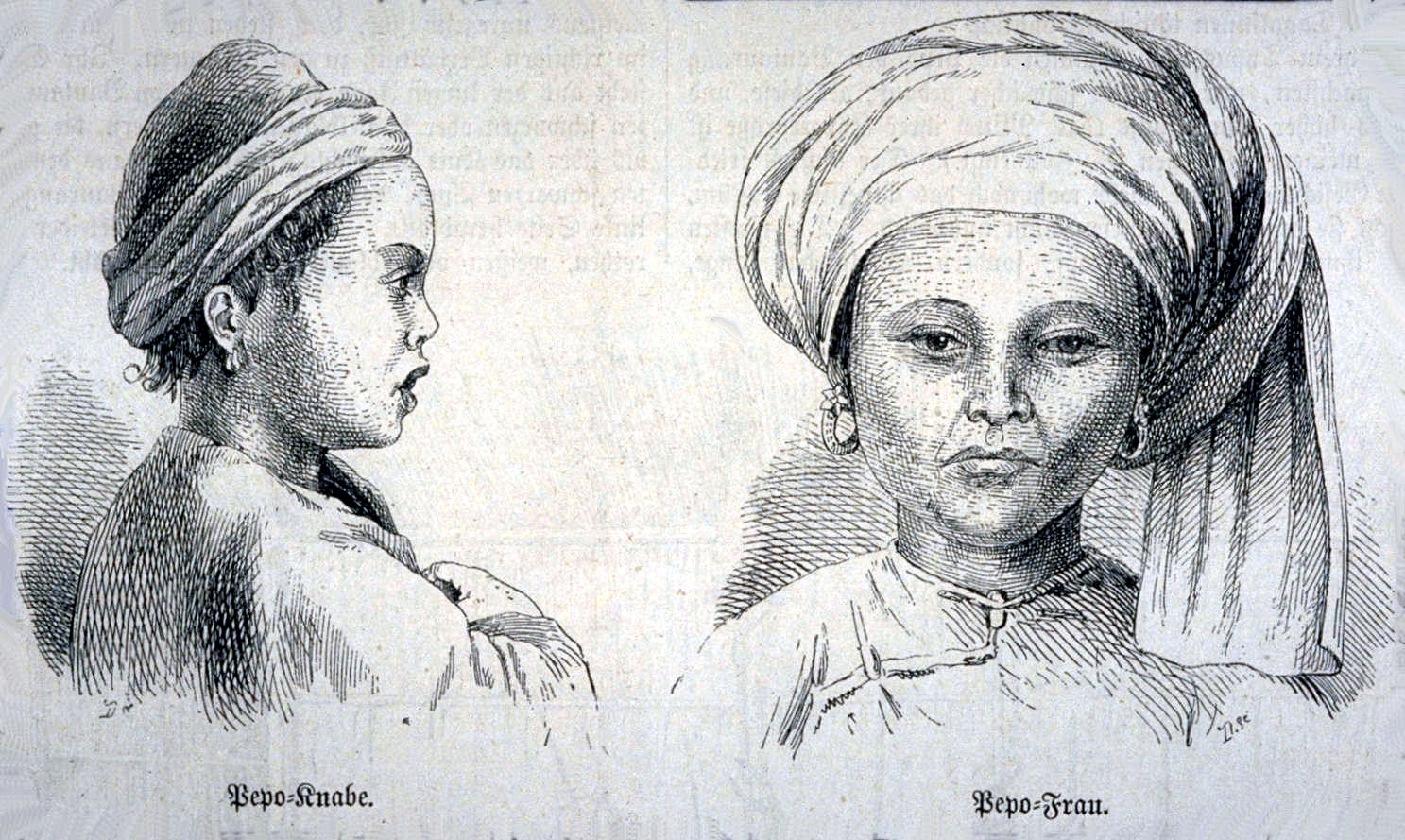
1877 ескіз корінного жителя рівнин

Корінні народи рівнин не були офіційно визнані урядом Тайваню, за винятком етносу кавалан. Лише в середині 1980-х років історики та антропологи почали цікавитися корінними спільнотами рівнин, що призвело до підвищеної уваги громадськості до цієї групи. Ці групи корінного населення зараз продовжують боротьбу за свою ідентичність, права та визнання як корінних народів Тайваню. У 2016 році адміністрація Цай Іннень пообіцяла надати офіційне визнання корінним народам рівнин, і станом на червень 2018 законодавчий юань розглядає даний законопроєкт.

## Тло

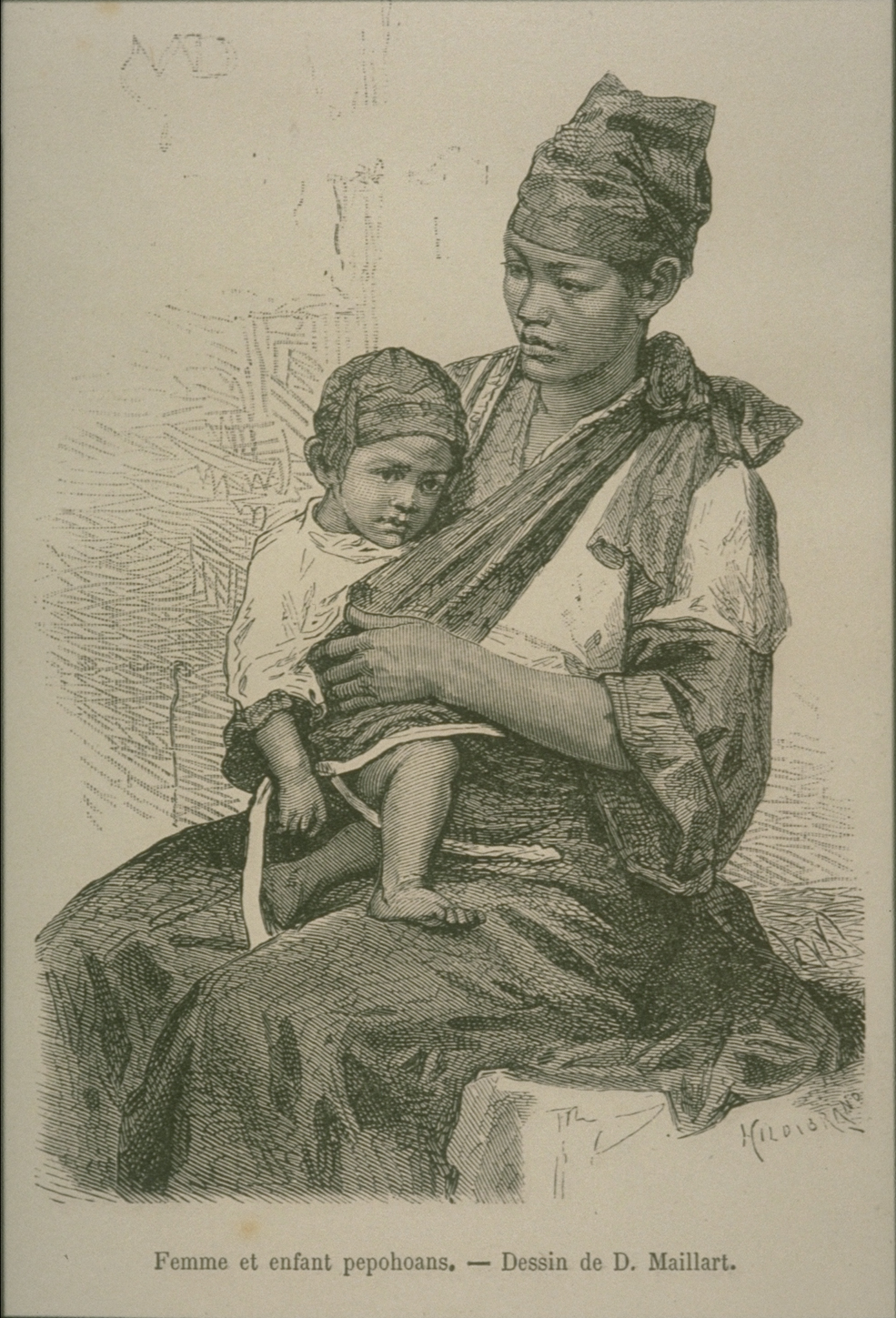
Матір і дитина народу Тайванських рівнин

У книзі «Острів Формоза» (1903) колишній консул США на Формозі Джеймс В. Девідсон представив першу англомовну історію корінних народів усього острова, яка майже повністю базувалася на всебічній праці, зібраній протягом кількох років дослідження Іно Канорі, провідний авторитет у цій темі на той час. У класифікації Іно з восьми груп групи пепо, пуюма та аміс були відомі як "domesticated savages" (яп. 熟番, jukuban) , головним чином через відмову від стародавніх звичаїв. З цих трьох груп лише пепо жили на західних рівнинах, де вони залишилися, щоб конкурувати з китайськими поселенцями (пуюма та аміс населяли східні рівнини).
Термін пепо (кит.: 平埔; піньїнь: píngpǔ; Pe̍h-ōe-jī: pêⁿ-po͘; lit. 'flat plain') належить до корінних народів, які проживали на формозських рівнинах, а не у високогірних гірських регіонах. Рівнинні корінні жителі в основному селилися в західних і центральних гірських районах Тайваню. Термін сек-хоан (熟番; shúfān; se̍k-hoan; 'добре приготовані/знайомі дикуни') також використовувався для опису корінних народів рівнин, оскільки вони часто жили ближче до узбережжя та більше спілкувалися з голландцями та були більш цивілізованими та асимільованими ханьськими іммігрантами ніж корінні жителі високогір'я. Згадки про корінних жителів рівнин з'явилися в текстах Цін ще в 1764 році. Таким чином, пепо були тими корінними народами рівнин, яких ще можна було легко відрізнити від китайців, тоді як секхоани вже повністю перейняли китайські звичаї, таким чином не демонструючи жодних слідів свого «давнього життя».
Голландці, які правили Тайванем 38 років, залишили відбиток на корінних жителях рівнин. Рукописи Сінканг, які є двомовними земельними контрактами, написаними романізованими літерами, стали важливими історичними документами для вивчення корінного населення рівнин. Цій романізованій племінній мові навчили голландські комісари для навчання християнству. Тим не менш, голландський вплив на корінних жителів рівнин обмежувався мовою та релігією, охоплюючи лише район Тайнань. Тільки вплив ханьців був далеким і давнім.
У XVII столітті корінні жителі рівнин брали участь у процвітаючому експортному ринку оленячої шкіри. Корінні мисливці з рівнин часто постачали оленячі шкури цинському та голландському режимам в обмін на готівку для обміну на інші товари, а також для сплати податків, встановлених новими режимами. До XVIII століття виробництво оленячої шкіри зменшилося через надмірне полювання, і приплив китайських іммігрантів почав займати більшу частину пасовищ. Таким чином, корінне населення рівнин все більше покладалося на плужне землеробство та земельну ренту з корінних земель, відвойованих поселенцями Хань.

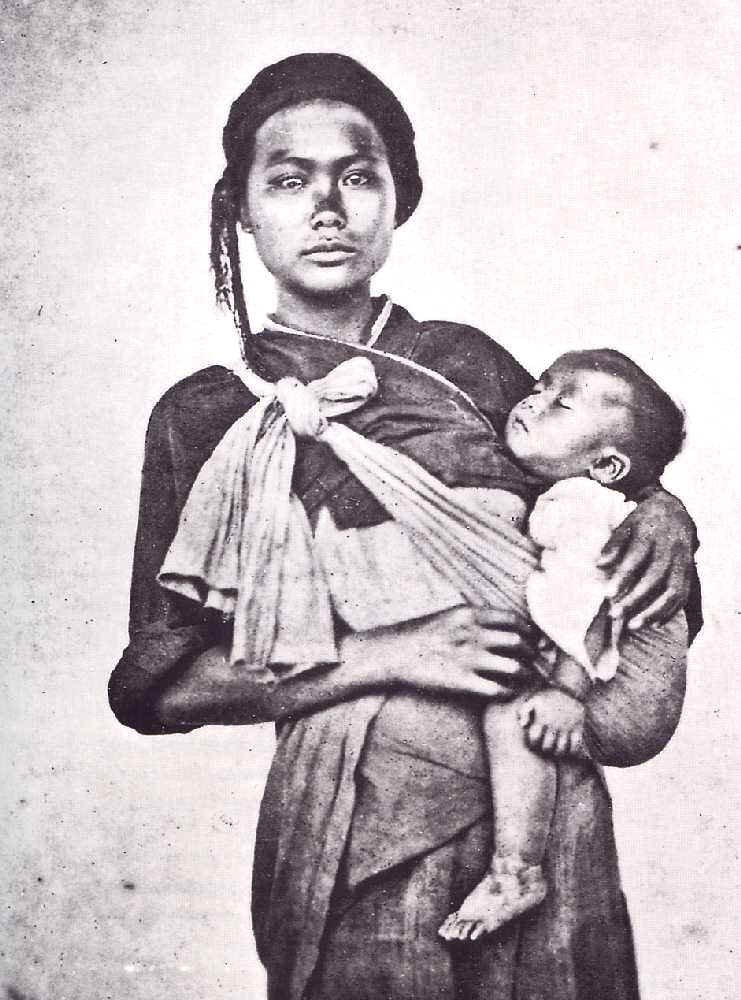
Жінка з немовлям корінних жителів Тайваньських рівнин, художник Джон Томсон, 1871 рік.

Ханські поселенці спочатку проводили політику, яка сприяла корінним народам рівнин. Це було тому, що ханьські чиновники боялися повстання проти китайських іммігрантів, а також тому, що корінні жителі рівнин були громадянами, які сплачували податки, і могли бути використані як джерело для набору війська. Крім того, китайський уряд спочатку розглядав їх розширення як порушення статус-кво корінних народів, тому вони запровадили політику на користь корінних народів рівнин. Однак корінні жителі рівнин дедалі більше не могли конкурувати економічно та кількісно зі зростаючим китайським населенням, яке напливало на Тайвань. Політика Хань на користь корінного населення рівнин почала зникати. Ханські поселенці почали виселяти багатьох корінних жителів рівнин з їхніх сіл. Саме в рамках цих «політичних та економічних рамок» корінні жителі рівнин поступово стали китаїзованими.
Під час взаємодії з ханьцями деякі корінні народи рівнин переселилися до басейну Пулі; плем'я Кавалан рушило на південь до повітів Хуалянь і Тайдун; і плем'я сірая переселилося в Тайдун. Однак переселення не могло запобігти асиміляції корінного населення рівнин. Після того, як імперія Цин офіційно захопила Тайвань, корінні жителі рівнин швидко зазнали китаїззації в результаті акції по їх «оцивілізуванню». Їх змушували одягатися в ханьський одяг, змінювати імена та приймати ханьські звичаї.
Корінні жителі рівнин почали сприймати аспекти китайської культури, цінностей і мови. Найважливіше те, що змішані шлюби між китайцями та корінними народами рівнин швидко зросли, що призвело до акультурації двох груп. Багатьом першим китайським поселенцям на Тайвані не дозволялося брати з собою жінок; тому через необхідність вони одружилися з корінними жінками рівнин. Це походження загальноприйнятого прислів'я «є материкові дідусі, але немає материкових бабусь» (кит.: 有唐山公，無唐山媽; Pe̍h-ōe-jī: Ū Tn̂g-soaⁿ kong, bô Tn̂g-soaⁿ má). Ці широкі змішані шлюби є причиною того, що багато тайванців сьогодні не знають, що вони можуть бути нащадками корінних народів рівнин. У 2000-х роках було висунуто кілька теорій, які припускають, що переважна більшість тайванців хокло та хакка у своєму родоводі мають гени корінних народів рівнини. Все більше тайванців починають шукати своє коріння серед корінного населення рівнин і заявляють про свій статус корінного населення рівнин.

### Рух за визнання корінних народів рівнин

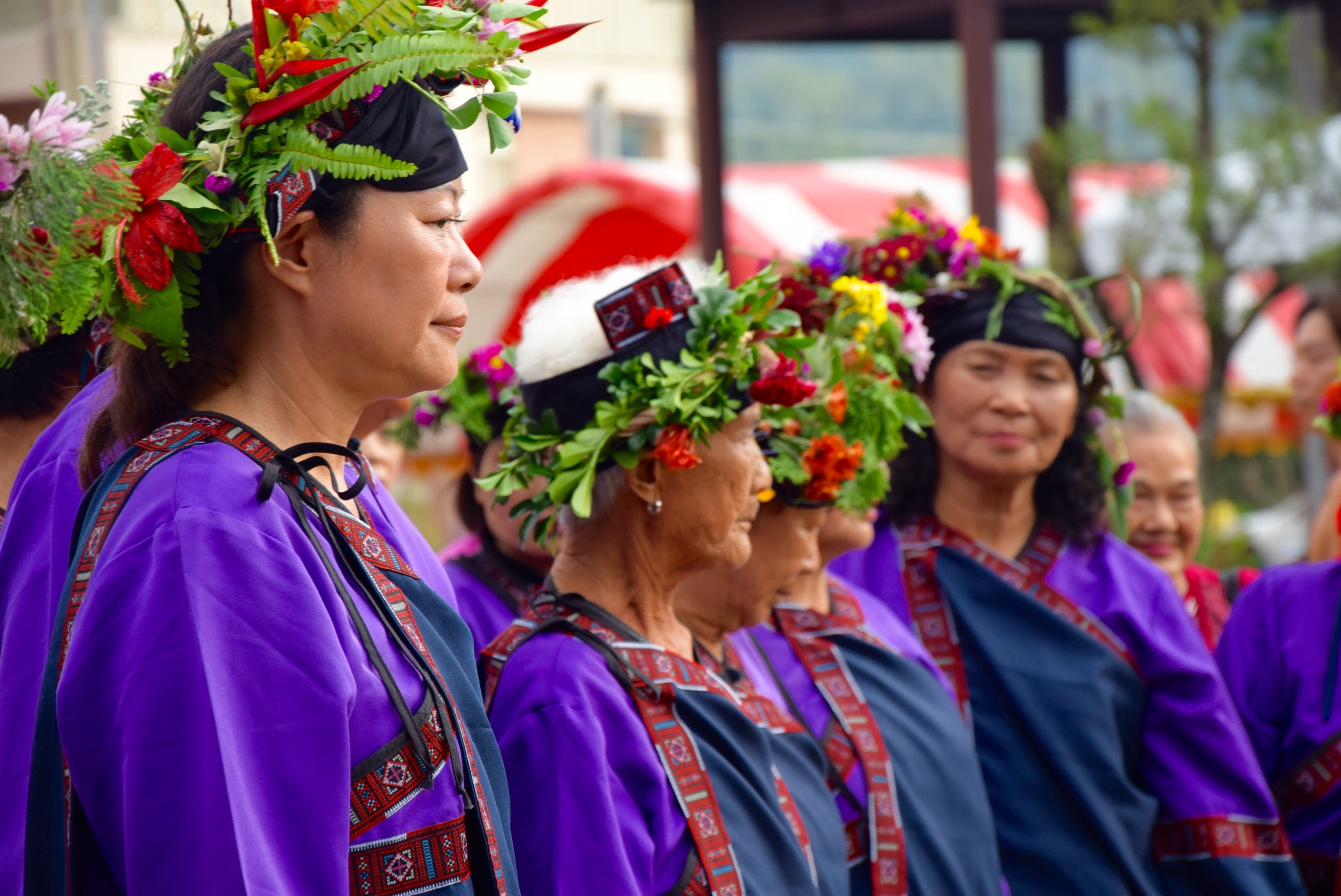
Тайвоанські жінки в традиційному одязі в день нічної церемонії в громаді Сяолінь.

Після століть акультурації корінні жителі рівнин майже повністю китаїзовані. Ще на початку ХХ століття було зазначено, що для виявлення їхніх глибших очей у порівнянні з китайськими потрібне ретельне спостереження; також їх жінки не практикували зв'язування ніг. Зараз без ретельного дослідження майже неможливо відрізнити корінне населення рівнин від ханьців. Через процес акультурації велика частина мови, культури та ідентичності корінних народів рівнин перестала існувати в сучасному тайванському суспільстві. Уряд Республіки Китай наразі офіційно визнає лише один народ (кавалан) з усіх корінних спільнот рівнин.
Незважаючи на брак уваги та інтересу до історії корінних народів рівнин до середини 1980-х років, завдяки роботам вчених, фольклористів, антропологів, істориків та інших нащадків цих груп відбулося поступове відновлення корінна культура, історія, ідентичність та мова рівнинних спільнот. Наприклад, нащадок рівнинного корінного населення Хуаляня, Чі Ванлай, все ще наполягає на викладанні традиційної мови та культури своєї етнічної групи. З'являється більше навчальних брошур, щоб навчити людей Тайваню про існування корінних народів рівнин. Крім того, в повіті Їлань була розпочата кампанія для нащадків Кавалану, щоб знайти своє коріння. Багато церемоній корінних жителів рівнин було відроджено навколо Тайваню, і вони були відкриті для громадськості та людей, які нещодавно дізналися про свій статус корінних народів рівнин.
Етнополітична діяльність і нативістські культурні рухи процвітали після 1990-х років, і виник «Рух за виправлення імен рівнинних тубільців». Кілька протестів відбулися в 2001 і 2010 роках, а в 2010 році було надіслано офіційну скаргу в Організацію Об'єднаних Націй, вимагаючи від уряду Республіки Республіка Китай офіційно визнати корінне населення рівнин. Нащадки цих груп сьогодні продовжують боротися за офіційне визнання свого статусу корінних народів Тайваню.
Завдяки зусиллям корінних жителів у 2005 році округ Тайнань став першим місцевим урядом, який визнав народ сірая корінним населенням на рівні округу, після чого в 2013 році уряд міста Фулі визнав місцевих жителів тайвоан, макатао та сірая. У 2016 році уряд округу Піндун оголосив про визнання місцевої спільноти макатао. Корінним народам рівнин дозволено реєструватися в місті Гаосюн з 2013 року, але вони ще не визнані корінними народами на рівні міста. Кількість людей, які успішно зареєструвалися, а також тих, для яких уряд міста Гаосюн відкрив реєстрацію, але яких ще не було визнано станом на 2017 рік, така:
|               | Сірая  | Тайвоан | Макатао | Не специфічний | Всього |
| ------------- | ------ | ------- | ------- | -------------- | ------ |
| Тайнань       | 11 830 | -       | -       | -              | 11 830 |
| Гаосюн        | 107    | 129     | -       | 237            | 473    |
| Пінґтун       | -      | -       | 1,803   | 205            | 2,008  |
| Фулі, Хуалянь | -      | -       | -       | 100            | 100    |
| Всього        | 11,937 | 129     | 1,803   | 542            | 14,411 |

## Класифікація

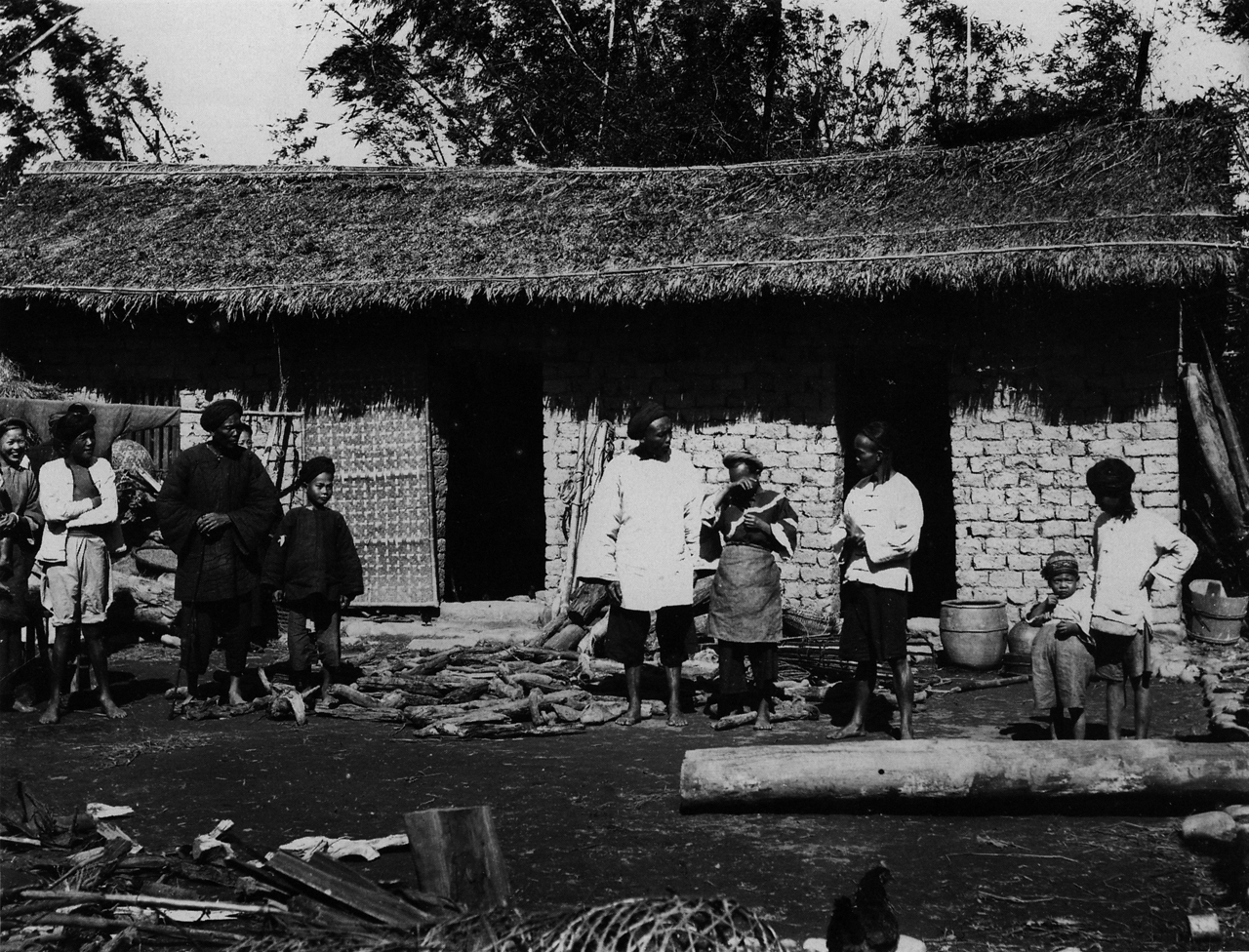
Корінні жителі рівнин у Тайбеї в 1897 році

Протягом історії корінні народи рівнин класифікувалися за різними системами. Голландці розділяли їх за регіонами та диференціювали за громадами (社名). Хуан Шуцзін під час правління Цін поділяв усі корінні народи Тайваню на тринадцять груп на основі географічного розташування.
Лише під час правління Японії були сформовані належні антропологічні та етнографічні системи класифікації корінних народів рівнин. Японські дослідження показали, що корінні жителі рівнин не були однією культурою, а насправді складалися з різних етносів, мов і культур. Японці ретельно вивчали корінні народи Тайваню, щоб класифікувати, знайти та «цивілізувати» їх.
Етнограф Іно Канорі був першим, хто створив сучасну етнологічну класифікацію корінних народів рівнин, що складається з таких груп: макаттао, сірая, лоа, поаваса, арікун, вупуран, пазехе та кувараван. Відтоді інші вчені, такі як Сігеру Цучіда, Уцурікава Ненозо, Мабучі Тоічі та Огава Наойосі, представили різні системи класифікації для корінних народів рівнин. Досі немає повного консенсусу щодо того, чи існує вісім, дев'ять, десять чи дванадцять груп корінних народів рівнин. Основні спори складаються з:
1. Чи класифікувати арікуна та ллоа як одну етнічну групу чи окремо?
2. Чи слід далі поділяти кетагалан на окремі групи.
3. Чи є сірая, тайвоан і макаттао окремими групами чи частиною однієї спільноти. Однак, виходячи з останнього відкриття в лінгвістиці,[20][21] три етнічні групи мають бути окремими корінними народами.
4. Незалежно від того, чи є сао корінним населенням рівнин або високогір'я.

| Рік        | Дослідник         | Name      | Name    | Name              | Name              | Name              | Name      | Name    | Name    | Name    | Name      | Name   | Name   | Name    | Name | Name     | Name    | Name    |
| ---------- | ----------------- | --------- | ------- | ----------------- | ----------------- | ----------------- | --------- | ------- | ------- | ------- | --------- | ------ | ------ | ------- | ---- | -------- | ------- | ------- |
| 1904       | Іно, Канорі       | Кавараван | —       | Кетаґалан         | Кетаґалан         | Кетаґалан         | Кетаґалан | Таокас  | Вупуран | Poavosa | Poavosa   | Арікун | Ллоа   | Паззехе | —    | Макаттао | Сіраджа | Сіраджа |
| 1930       | Уцурікава, Ненозо | Кавараван | —       | Кетаґалан         | Кетаґалан         | Кетаґалан         | Кетаґалан | Таокас  | Вупуран | Бабуза  | Бабуза    | Хоанья | Хоанья | Пазех   | Cao  | Тао      | Сіраджа | Сіраджа |
| 1935       | Огава, Наойоші    | Кавараван | —       | Кетаґалан         | Кетаґалан         | Кетаґалан         | Кетаґалан | Таокас  | Вупуран | Бабуза  | Бабуза    | Хоанья | Хоанья | Паззехе | Cao  | Сіраджа  | Сіраджа | Сіраджа |
| 1944       | Огава, Наойоші    | Кавараван | —       | Луйланґ           | Кетаґалан         | Кетаґалан         | Кетаґалан | Таокас  | Папора  | Бабуза  | Бабуза    | Хоанья | Хоанья | Пазех   | Cao  | Сіраджа  | Сіраджа | Сіраджа |
| 1951       | 張耀錡            | Кавалан   | —       | Кетаґалан         | Кетаґалан         | Кетаґалан         | Кетаґалан | Таокас  | Папора  | Бабуза  | Бабуза    | Хоанья | Хоанья | Пазех   | —    | Сіраджа  | Сіраджа | Тайвоан |
| 1955       | 李亦園            | Кавалан   | —       | Луйланґ           | Кетаґалан         | Кетаґалан         | Кетаґалан | Таокас  | Папора  | Бабуза  | Бабуза    | Хоанья | Хоанья | Пазех   | Тао  | Сіраджа  | Сіраджа | Сіраджа |
| 1970       | 台灣省通志        | Кавалан   | —       | Кетаґалан         | Кетаґалан         | Кетаґалан         | Кетаґалан | Таокас  | Папора  | Бабуза  | Бабуза    | Хоанья | Хоанья | Пазех   | —    | Сіраджа  | Сіраджа | Сіраджа |
| 1970       | 台灣省通志        | Кавалан   | —       | Кетаґалан         | Кетаґалан         | Кетаґалан         | Кетаґалан | Таокас  | Папора  | Бабуза  | Бабуза    | Арікун | Ллоа   | Пазех   | —    | Макаттао | Сіраджа | Тайвоан |
| 1985– 1991 | Цучіда, Сігеру    | Кавалан   | —       | Кетаґалан         | Кетаґалан         | Басай             | Кулон     | Таокас  | Папора  | Бабуза  | Бабуза    | Хоанья | Хоанья | Паззехе | —    | Макаттао | Сіраджа | Тайвоан |
| 1991       | Лі, Пол Єнкуей    | Кавалан   | —       | Кетаґалан         | Кетаґалан         | Кетаґалан         | Кетаґалан | Бабуза  | Бабуза  | Бабуза  | Бабуза    | Хоанья | Хоанья | Пазех   | Тао  | Сіраджа  | Сіраджа | Сіраджа |
| 1991       | Лі, Пол Єнкуей    | Кавалан   | —       | Луйланґ           | Тробіан           | Басай             | Басай     | Таокас  | Папора  | Бабуза  | Фаворланґ | Хоанья | Хоанья | Пазех   | Тао  | Макаттао | Сіраджа | Тайвоан |
| 1996       | Лі, Пол Єнкуей    | Кавалан   | Каукаут | Кетаґалан         | Кетаґалан         | Кетаґалан         | Кулон     | Бабуран | Бабуран | Бабуран | Бабуран   | Хоанья | Хоанья | Пазех   | Тао  | Siraya   | Siraya  | Siraya  |
| 1996       | Лі, Пол Єнкуей    | Кавалан   | Каукаут | Луйланґ           | Тробіан           | Басай             | Кулон     | Таокас  | Папора  | Бабуза  | Фаворланґ | Хоанья | Хоанья | Пазех   | Тао  | Макаттао | Сіраджа | Тайвоан |
| 2006       | Лі, Пол Єнкуей    | Кавалан   | —       | Басай (Кетаґалан) | Басай (Кетаґалан) | Басай (Кетаґалан) | Кулон     | Таокас  | Папора  | Бабуза  | Бабуза    | Хоанья | Хоанья | Пазех   | Тао  | Макаттао | Сіраджа | Тайвоан |

### Основні народи
| Народи       | Місця ранніх поселень                                                                                           |
| ------------ | --- |
| 1. Кетагалан | Новий Тайбей, Кілун і Таоюань                                                                                   |
| 2. Кавалан   | Рівнина Ланьян                                                                                                  |
| 3. Кулон     | Таоюань і частково Новий Тайбей                                                                                 |
| 4. Таокас    | Синьчжу, Мяолі та північний регіон річки Тачія в Тайчжуні                                                       |
| 5. Пазех     | Фен'ян, Танцу, Шенькан і Хоулі, а пізніше поширилися на Шикан, Тунші та Синьше                                  |
| 6. Папора    | Прибережні рівнини на південь від річки Тачія в Тайчжуні                                                        |
| 7. Бабуза    | Південний район річки Тату та північний район річки Чошуй                                                       |
| 8. Хоанья    | Південний регіон Уфен у Тайчжуні та північний регіон Уфен у Тайчжуні, а також північний регіон Сіньін у Тайнані |
| 9. Сірая     | Тайнань і Гаосюн                                                                                                |
| 10. Тайвоан  | Тайнань і Гаосюн                                                                                                |
| 11. Макатао  | Гаосюн і Піндун                                                                                                 |

## Культура

### Мисливство, рибальство, сільське господарство
До прибуття іммігрантів корінні жителі рівнин вели спосіб життя, заснований на сільському господарстві, рибальстві та полюванні. Вони виробляли стільки, скільки було для своїх потреб. Тарос і ямс були важливими в їх раціоні. Вони використовували прості інструменти, такі як палиці та лопати для вирощування їжі; для полювання використовували капкани, списи, стріли; для риболовлі використовували сіті, кошики, стріли. Чоловіки зазвичай відповідали за риболовлю та полювання, тоді як жінки відповідали за сільське господарство. Об'єктом їх полювання були переважно олені та дикі кабани. Існували регулярні сезони полювання на оленів, і вони утримувалися від полювання на молодих оленів для підтримки екологічної рівноваги. Колись корінні жителі рівнин використовували великі землі для землеробства та полювання. Вони вирішували свої суперечки частуванням горіхом бетель, вибаченнями або бійками. Вони вели самодостатнє життя без обмежень і придушення з боку зовнішніх правил або іноземних армій. До прибуття ханьців корінні жителі рівнин використовували лише прості сільськогосподарські знаряддя, такі як палиці та лопати, щоб сіяти просо, таро та ямс. Не знаючи про добрива, вони знайшли нові землі для посіву, коли сільськогосподарські землі були вичерпані. Коли голландці окупували Тайвань, вони навчили корінних жителів рівнин навикам землеробства та запровадили політику розведення великої рогатої худоби. Вони опосередковано керували корінним населенням і керували землеробством. Після вдосконалення сільськогосподарських навичок корінне населення рівнин змінило свою основну культуру на рис. Більш очевидно це сталося з південними племенами, які раніше контактували з іноземцями. Північні племена все ще в основному сіяли просо до раннього періоду Цін.

### Матріархальне суспільство
Рівнинні корінні народи базувалися на матріархальному суспільстві: жінки часто були головою сім'ї та відповідали за важливі домашні справи. Чоловіки зазвичай жили зі своїми дружинами після одруження, обслуговуючи сім'ю дружини у формі фізичної праці. Жінки успадковували власність і передавали рід. Жінки зазвичай відповідали за релігійні питання, а чоловіки — за політичні.
У традиціях корінних жителів рівнин неодружені могли вільно обирати собі подружжя. Існували спеціальні вечірки, де неодружені молоді люди могли вільно обирати собі коханців або зустрічатися наодинці. Коли один хлопець був закоханий у дівчину, він день і ніч грав на гармоніці перед хатою дівчини. Якщо дівчині також подобався хлопець, вони влаштовували побачення, даруючи один одному подарунки на заручини. У міру того, як культура Хань повільно проникала, звичаї корінних народів рівнин перейшли до патріархальних форм.

### Родові системи
Хоча жінки мали вищий статус у кланах, у родовій системі чоловіки були вищими. Племена розглядалися як окрема, колективна одиниця. Вожді племен обиралися за старшинством: вождем ставав найстарший член племені. Старійшини були відповідальними за відвідування зборів громади, на яких обирався голова громади. Старійшини також відповідали за вирішення внутрішніх і зовнішніх суперечок.

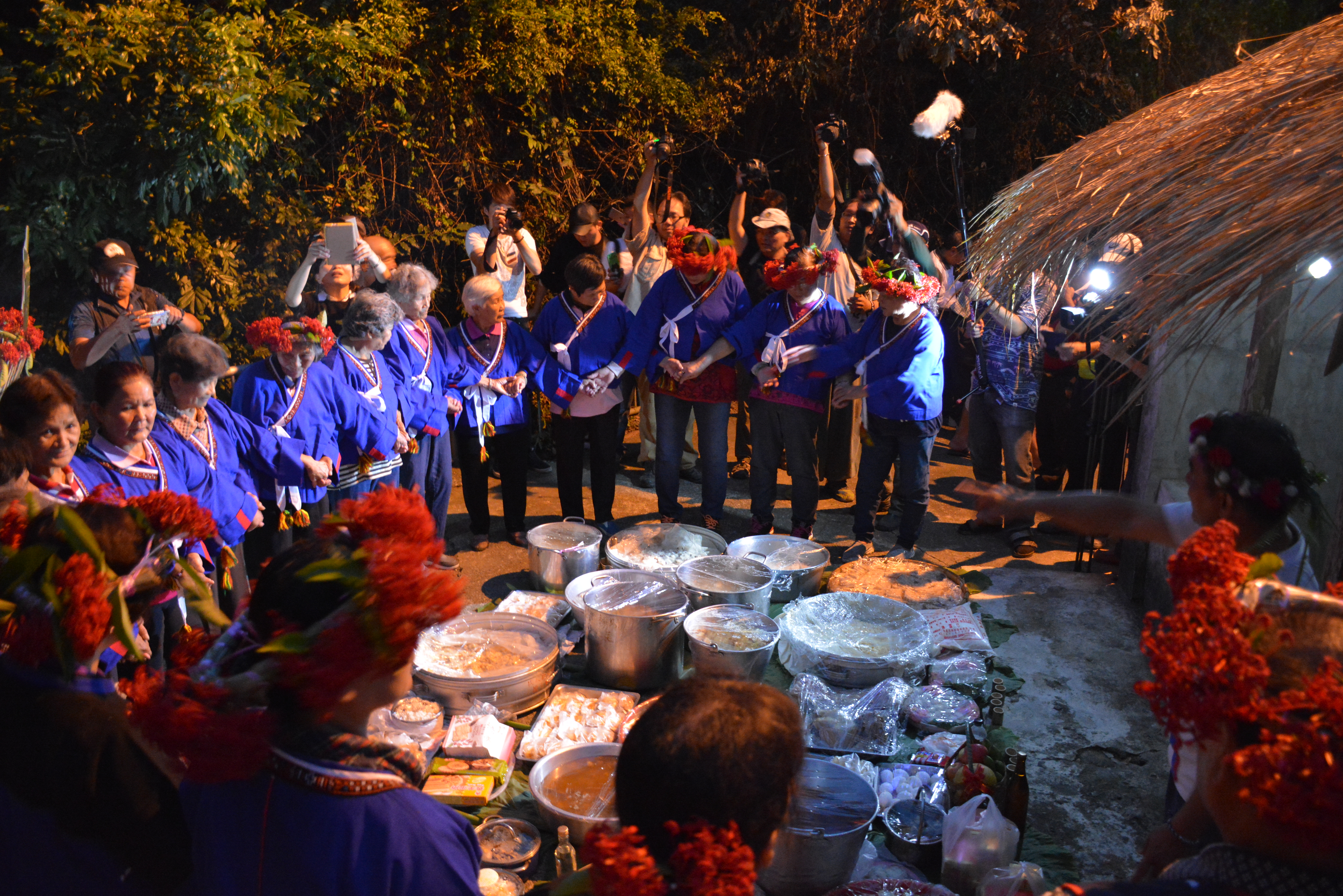
Нічна церемонія народу Тайвоа в Алікуані, Гаосюн

### Ритуальні церемонії
Корінні жителі рівнин проводили ритуальні церемонії кілька разів на рік, щоб поклонятися духам природи та предків. Вони твердо вірили в поклоніння предкам. Щоразу, коли проводилася церемонія, люди збиралися в політичному центрі племені, який називався кунгсіє, і випивали, співали, танцювали та святкували. До масового вторгнення ханьців їхні балади були здебільшого веселими мелодіями, а потім вони почали створювати елегії, щоб висловити смуток знедоленого народу.
Протягом періоду Цін численні прибережні китайці материка ризикували життям, щоб поплисти до Тайваню заради виживання, незважаючи на політику заборони моря урядом Цін. У той час більшість корінних жителів рівнин були асимільовані. Їх села змішалися з селами ханьців, що призвело до втрати земель. Спочатку ханьці все ще сплачували земельну ренту, але, отримавши більшу владу, вони перестали платити або навіть викупили права. Крім того, ханьці вміли грабувати землі у корінного населення шляхом купівлі, союзу, шлюбу, примусової окупації або обміну джерелами зрошення. Іноді вони навіть користувалися пияцтвом корінних жителів і обманювали контракти. Корінні жителі рівнин таким чином відмовилися від свого життєвого простору й розсіялися деінде. З 1701 року перелоги та місця полювання корінних народів рівнин поступово стають сільськогосподарськими угіддями ханьців, що спричинило серйозні зміни в їхньому економічному житті та соціальній системі. Ті, хто відмовлявся мігрувати, повільно асимілювалися в ханьське суспільство, а ті, хто переселялися, не могли уникнути гноблення з боку ханьців чи інших корінних народів і змушені були знову переїхати.
Зараз корінні жителі рівнин здебільшого китаїзовані. Вони вільно розмовляють мовами ханьців. Перші ханьці, які прибули на Тайвань, були в основному неодруженими чоловіками, які зазвичай брали собі за дружин тубілок.
Починаючи з 1990-х років, коли на острові процвітали етнополітичні дії та нативістський культурний рух, нащадки корінних народів рівнин також почали вимагати виправлення імен і приєдналися до Альянсу конституційного руху аборигенів Тайваню. Нащадки каваланів, такі як Чі Ванлай, намагалися викладати традиційну мову та культуру в Хуаляні; у 1991 році вони працювали з урядом округу Їлань, щоб організувати кампанію для каваланів, щоб знайти своє коріння, а в 1993 році вони провели Каваланський фестиваль врожаю. Плем'я кетагалан на півночі провело кілька культурних заходів у 1994 і 1996 роках. Нащадки сірая, таокас і пазе також намагалися відновити і передати свої традиції та культуру.

### Геополітична культура
Незважаючи на значні культурні та мовні відмінності, австронезійці формозських рівнин у XVII столітті мали спільну геополітичну культуру. Найбільш істотно ця культура проявилася у фізичній структурі формозських сіл, які були захищені рослинними захисними стінами з бамбука або дерев'яних стін. Такі засоби захисту можуть бути складними. У 1630 році, наприклад, жителі села Маттау побудували «міцну подвійну стіну навколо свого села, внутрішню частину заповнену глиною, а також рів і багато полулунів».

### Прізвища
Прізвища були невід'ємною частиною культури корінних жителів рівнин. Через процес акультурації корінне населення рівнин відмовилося від своїх систем імен і оригінальних прізвищ на користь китайських прізвищ. У процесі було створено кілька унікальних прізвищ у поєднанні з корінним впливом; вони відрізнялися від прізвищ Хокло та Хакка.
Деякі з унікальних прізвищ включають 月, 邦, 宜, 機, 翼, 力, 卯, 茆, 同, 念, 東, 岩, 哀, 曷, 埕, 買, 猴, 標, 紅, 雙, 角, 楓,詩, 樟, 墜, 雛, 乃, 味, 毒, 陣, 盂, 解, 棹, 永, 湖, 振, 偕, 嘪, 掌, 奚, 詠, 倚, 竭, 北, 六, 水, 麗,崗, 崑, 桌, 牙, 陀, 秘, 烏, 新, 糠, 長, 萇 та 霜.

## Останні події

### Скарга в ООН
У 2010 році представники рівнинних корінних народів Тайваню надіслали офіційну скаргу до ООН у Женеві; у ній було окреслено несправедливість, спричинену тим, що корінні народи рівнин не були офіційно визнані нинішньою адміністрацією Республіки Китай. Представники скаржників вимагали офіційного визнання цих груп корінними народами Тайваню та Австронезії. Скарга була відхилена ООН. У результаті виконавчий юань створив спеціальний комітет під назвою «Цільова група зі справ Пінпу» (平埔族群事務推動小組) для вирішення проблем корінного населення рівнин.

### Генетичні дослідження корінних жителів рівнин
Генетичні дослідження, проведені Марією Лін Меморіального госпіталю Маккея в 2001, 2008 та 2010 роках дійшли висновку, що, незважаючи на те, що лише 1,5 відсотка тайванців зареєстровано як корінне населення, існує велика ймовірність того, що понад 85 % тайванців мають корінне походження від рівнинних тубільців. Дослідження Ліна базувалися на вивченні тканинних антигенів людини (HLA) корінних народів рівнин, хокло та хакка. Стверджувалося, що через сотні років асиміляції та змішаних шлюбів між китайцями хань і корінними народами рівнин існувала висока ймовірність того, що генетично лінії крові хокло та хакка на Тайвані були злиті з лініями корінних народів рівнин.
Невдовзі після публікації Лін у 2008 році кілька вчених вказали на помилки в статистичному аналізі Лін і поставили під сумнів, чому деякі її цифри суперечать одна одній. Подальші дослідження повного геному з використанням великих розмірів вибірки та порівняння тисяч однонуклеотидних поліморфізмів прийшли до висновку, що тайванські ханьці мають переважно материкове китайське походження та мають лише дуже обмежену генетичну суміш з корінним населенням. Після цього сама Лін стала співавтором статті з подібними висновками.
Незважаючи на це, дослідження Лін постійно використовувалися багатьма тайванськими активістами незалежності для побудови тайванської ідентичності на основі етнічної приналежності. Активісти використовували висновки Лін, щоб аргументувати думку про те, що більшість тайванців, які не походять від мігрантів під час громадянської війни в Китаї, не є нащадками китайців хань, а скоріше нащадками корінних народів рівнин; і тому Тайвань не слід розглядати як частину китайської держави. Однак ця позиція зіткнулася з політичною напругою. Корінне населення Тайванських рівнин, яке зазнало расової та культурної асиміляції, часто зневажає цих так званих «кровних націоналістів», яких, на їхню думку, просувають політичні плани, заявляючи про статус корінного населення.